# Mistrzostwa Europy w Lekkoatletyce 1962 – bieg na 110 m przez płotki mężczyzn

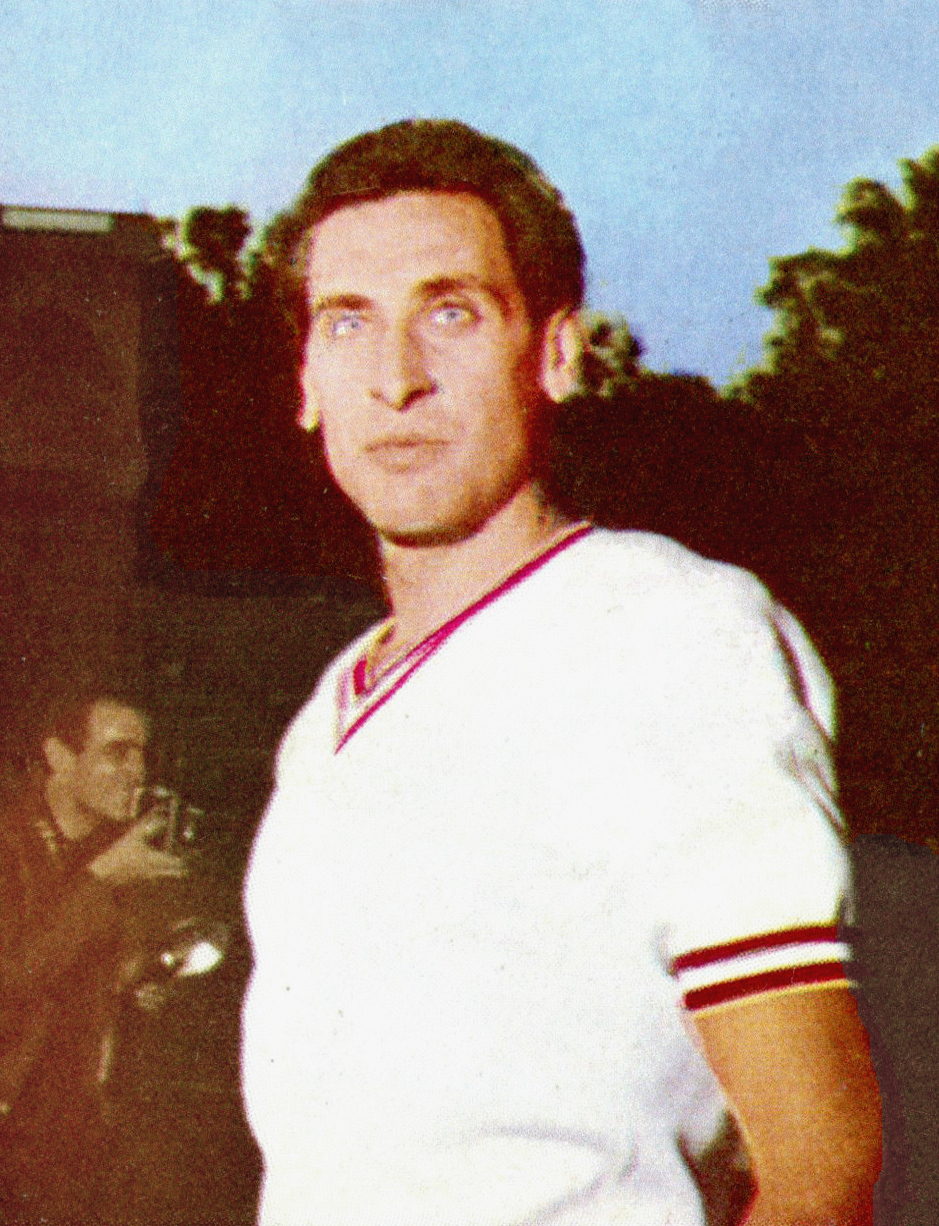
Giovanni Cornacchia

Bieg na dystansie 110 metrów przez płotki mężczyzn był jedną z konkurencji rozgrywanych podczas VII Mistrzostw Europy w Belgradzie. Biegi eliminacyjne zostały rozegrane 13 września, półfinałowe 15 września, a bieg finałowy 16 września 1962 roku. Zwycięzcą tej konkurencji został reprezentant ZSRR Anatolij Michajłow. W rywalizacji wzięło udział dwudziestu trzech zawodników z trzynastu reprezentacji.

## Rekordy
| Rekord świata     | Martin Lauer (FRG) | 13,2 | Zurych, Szwajcaria | 07.07.1959 |
| Rekord Europy     | Martin Lauer (FRG) | 13,2 | Zurych, Szwajcaria | 07.07.1959 |
| Rekord mistrzostw | Martin Lauer (DEU) | 13,7 | Sztokholm, Szwecja | 24.08.1958 |

## Wyniki

### Eliminacje
Bieg 1
| Miejsce | Zawodnik            | Czas | Uwagi |
| ------- | ------------------- | ---- | ----- |
| 1       | Mykoła Berezucki    | 14,2 | Q     |
| 2       | Walentin Czistiakow | 14,2 | Q     |
| 3       | Giorgio Mazza       | 14,3 | Q     |
| 4       | Klaus Nüske         | 14,3 | Q     |
| 5       | Ivan Čierny         | 14,6 |       |

Bieg 2
| Miejsce | Zawodnik                | Czas | Uwagi |
| ------- | ----------------------- | ---- | ----- |
| 1       | Stanko Lorger           | 14,4 | Q     |
| 2       | Bob Birrell             | 14,4 | Q     |
| 3       | Klaus Schiess           | 14,7 | Q     |
| 4       | Hans-Werner Regenbrecht | 15,2 |       |
| 5       | Emilio Campra           | 15,4 |       |
| –       | Marcel Duriez           | DNF  |       |
| –       | Nereo Svara             | DNF  |       |

Bieg 3
| Miejsce | Zawodnik           | Czas | Uwagi |
| ------- | ------------------ | ---- | ----- |
| 1       | Anatolij Michajłow | 14,0 | Q     |
| 2       | Georgios Marsellos | 14,2 | Q     |
| 3       | Wilfried Geeroms   | 14,5 | Q     |
| 4       | Jiří Černošek      | 14,7 |       |

Bieg 4
| Miejsce | Zawodnik            | Czas | Uwagi |
| ------- | ------------------- | ---- | ----- |
| 1       | Michel Chardel      | 14,0 | Q     |
| 2       | Laurie Taitt        | 14,0 | Q     |
| 3       | Giovanni Cornacchia | 14,0 | Q     |
| 4       | Edward Bugała       | 14,4 |       |
| 5       | Milad Petrušić      | 14,6 |       |
| 6       | Herbert Stürmer     | 14,6 |       |
| –       | Çetin Şahiner       | DQ   |       |

### Półfinały
Półfinał 1
| Miejsce | Zawodnik            | Czas | Uwagi |
| ------- | ------------------- | ---- | ----- |
| 1       | Walentin Czistiakow | 14,3 | Q     |
| 2       | Giovanni Cornacchia | 14,3 | Q     |
| 3       | Stanko Lorger       | 14,5 | Q     |
| 3       | Michel Chardel      | 14,5 | Q     |
| 5       | Bob Birrell         | 14,5 |       |
| 6       | Klaus Nüske         | 14,5 |       |
| 7       | Klaus Schiess       | 15,0 |       |

Półfinał 2
| Miejsce | Zawodnik           | Czas | Uwagi |
| ------- | ------------------ | ---- | ----- |
| 1       | Anatolij Michajłow | 14,1 | Q     |
| 2       | Mykoła Berezucki   | 14,3 | Q     |
| 3       | Giorgio Mazza      | 14,3 | Q     |
| 4       | Laurie Taitt       | 14,4 |       |
| 5       | Wilfried Geeroms   | 14,5 |       |
| 6       | Georgios Marsellos | 14,9 |       |

### Finał
| Miejsce | Zawodnik            | Czas | Uwagi |
| ------- | ------------------- | ---- | ----- |
| 1       | Anatolij Michajłow  | 13,8 | NR    |
| 2       | Giovanni Cornacchia | 14,0 |       |
| 3       | Mykoła Berezucki    | 14,2 |       |
| 4       | Michel Chardel      | 14,2 |       |
| 5       | Giorgio Mazza       | 14,3 |       |
| 6       | Walentin Czistiakow | 14,4 |       |
| 7       | Stanko Lorger       | 14,5 |       |